# تاریخچه جنبش ضد هسته‌ای

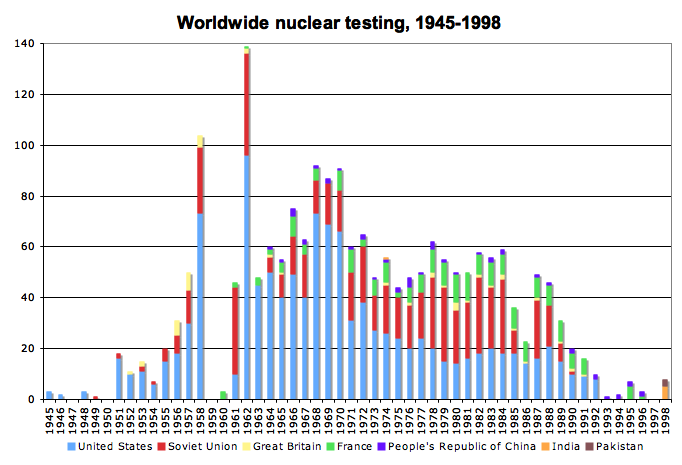
مجموع آزمایش‌های هسته‌ای در سراسر جهان، ۱۹۴۵–۱۹۹۸.

کاربرد فناوری هسته‌ای—چه به‌عنوان منبع انرژی و چه به‌عنوان ابزار جنگی—همواره موضوعی بحث‌برانگیز بوده است.
این جمله به نقطهٔ تلاقی دانش علمی، اخلاق، سیاست، و دغدغه‌های زیست‌محیطی اشاره دارد و در واقع دروازه‌ای‌ست به تاریخچه‌ای پرتلاطم از پیشرفت فناوری، رقابت تسلیحاتی، و پرسش‌هایی عمیق دربارهٔ آیندهٔ بشریت.
دانشمندان و دیپلمات‌ها از قبل از بمباران اتمی هیروشیما در سال ۱۹۴۵، در مورد سیاست تسلیحات هسته‌ای بحث و گفتگو داشته‌اند عموم مردم از حدود سال ۱۹۵۴، پس از آزمایش‌های هسته‌ای گسترده در اقیانوس آرام، نگران آزمایش سلاح‌های هسته‌ای شدند. در سال ۱۹۶۱، در اوج جنگ سرد، حدود ۵۰٬۰۰۰ زن که توسط سازمان «اعتصاب زنان برای صلح» گرد هم آمده بودند، در ۶۰ شهر ایالات متحده علیه سلاح‌های هسته‌ای راهپیمایی کردند. در سال ۱۹۶۳، بسیاری از کشورها پیمان ممنوعیت جزئی آزمایش‌های هسته‌ای را تصویب کردند؛ پیمانی که آزمایش‌های هسته‌ای در جوّ را ممنوع می‌ساخت. این معاهده، در واکنش به نگرانی‌های جهانی دربارهٔ آثار زیان‌بار پرتوهای رادیواکتیو ناشی از آزمایش‌های هوایی، به امضای قدرت‌های اصلی هسته‌ای آن زمان از جمله ایالات متحده، اتحاد جماهیر شوروی و بریتانیا رسید و نقطهٔ عطفی در روند مهار رقابت‌های تسلیحاتی بود.
. برخی مخالفت‌های محلی با انرژی هسته‌ای در اوایل دهه ۱۹۶۰ پدیدار شد، و در اواخر دهه ۱۹۶۰ برخی از اعضای جامعه علمی شروع به ابراز نگرانی‌های خود کردند. در اوایل دهه ۱۹۷۰، اعتراضات گسترده‌ای علیه طرح ساخت نیروگاه هسته‌ای در ویل آلمان صورت گرفت. این پروژه در سال ۱۹۷۵ لغو شد و موفقیت جنبش ضدهسته‌ای در وایْل (Wyhl) موجب الهام‌بخشی به مخالفت با انرژی هسته‌ای در دیگر نقاط اروپا و آمریکای شمالی گردید. انرژی هسته‌ای در دههٔ ۱۹۷۰ به موضوعی برای اعتراضات گستردهٔ عمومی تبدیل شد..

## سال‌های اولیه

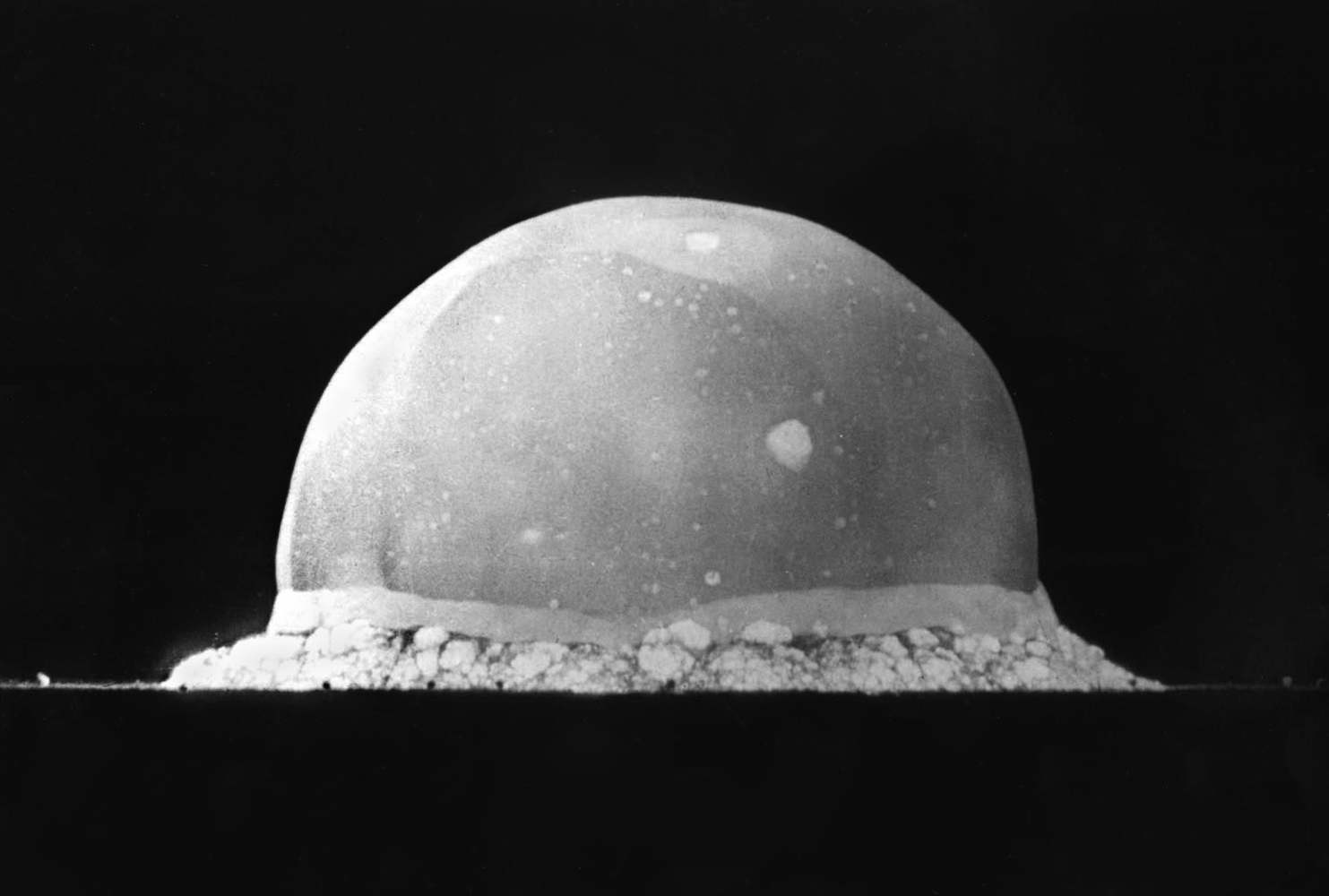
انفجار ترینیتی در سال ۱۹۴۵، ۰٫۰۱۶ ثانیه پس از انفجار. این گوی آتشین حدود ۲۰۰ متر (۶۰۰ فوت) عرض دارد. درختان ممکن است به صورت اشیاء سیاه در پیش زمینه دیده شوند.

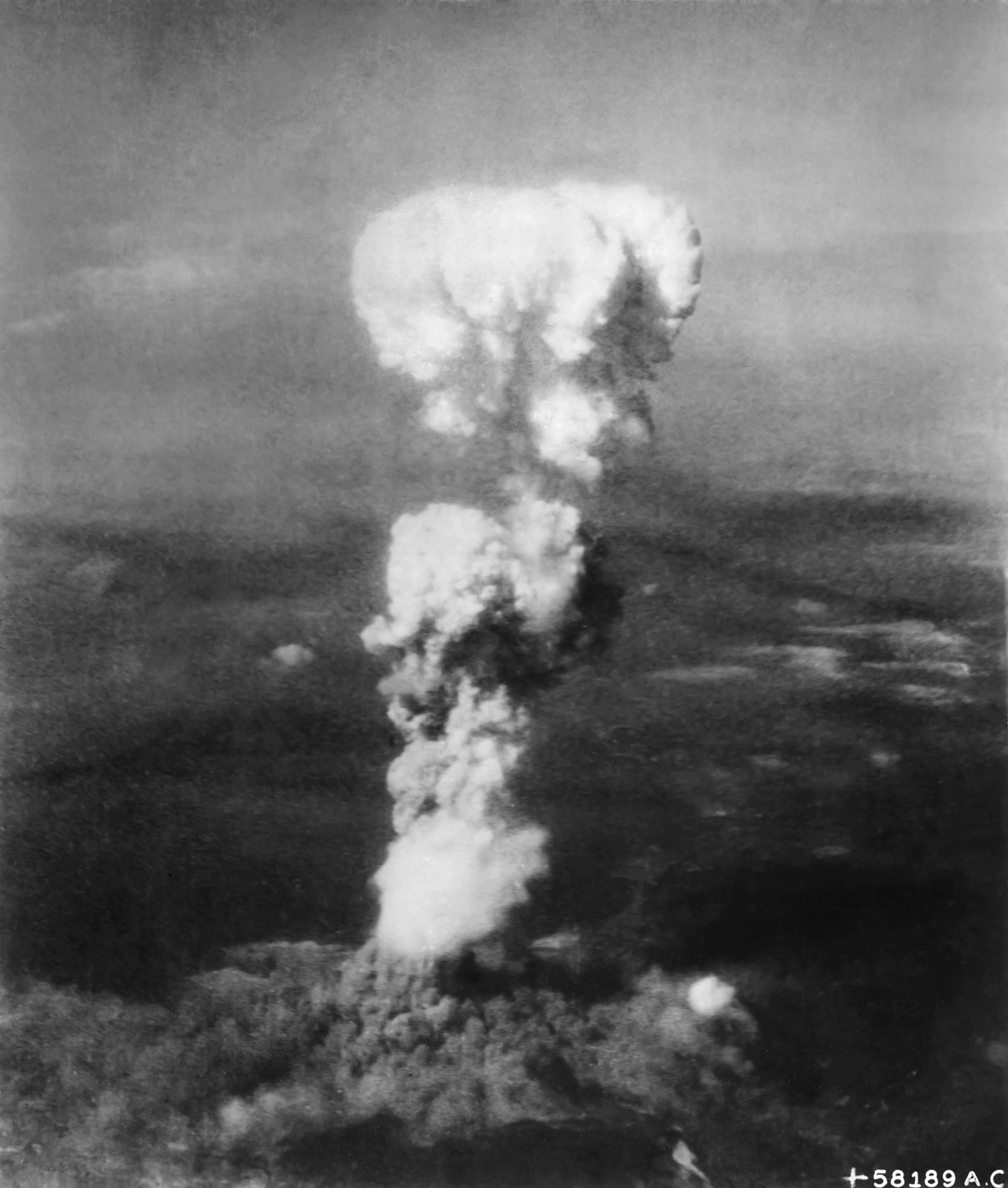
ابر قارچی شکل بر فراز هیروشیما پس از پرتاب بمب اتمی ملقب به «پسر کوچک» (۱۹۴۵).

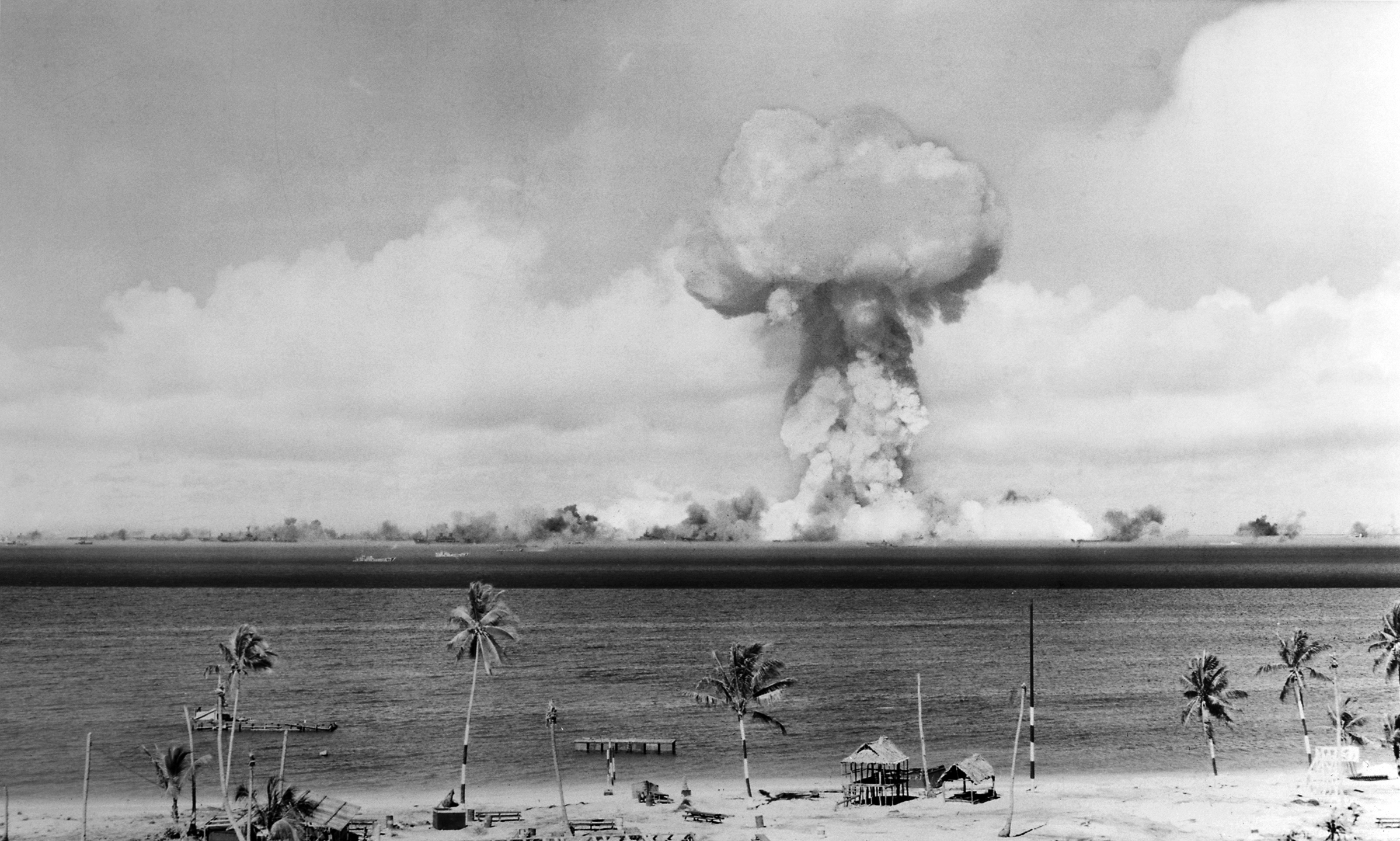
عملیات Crossroads Test Able، یک سلاح هسته‌ای ۲۳ کیلوتنی مستقر در هوا که در ۱ ژوئیه ۱۹۴۶ منفجر شد. این بمب از هسته بدنام Demon استفاده کرده و آن را مصرف کرد، هسته ای که جان دو دانشمند را در دو حادثه بحرانی جداگانه گرفت.

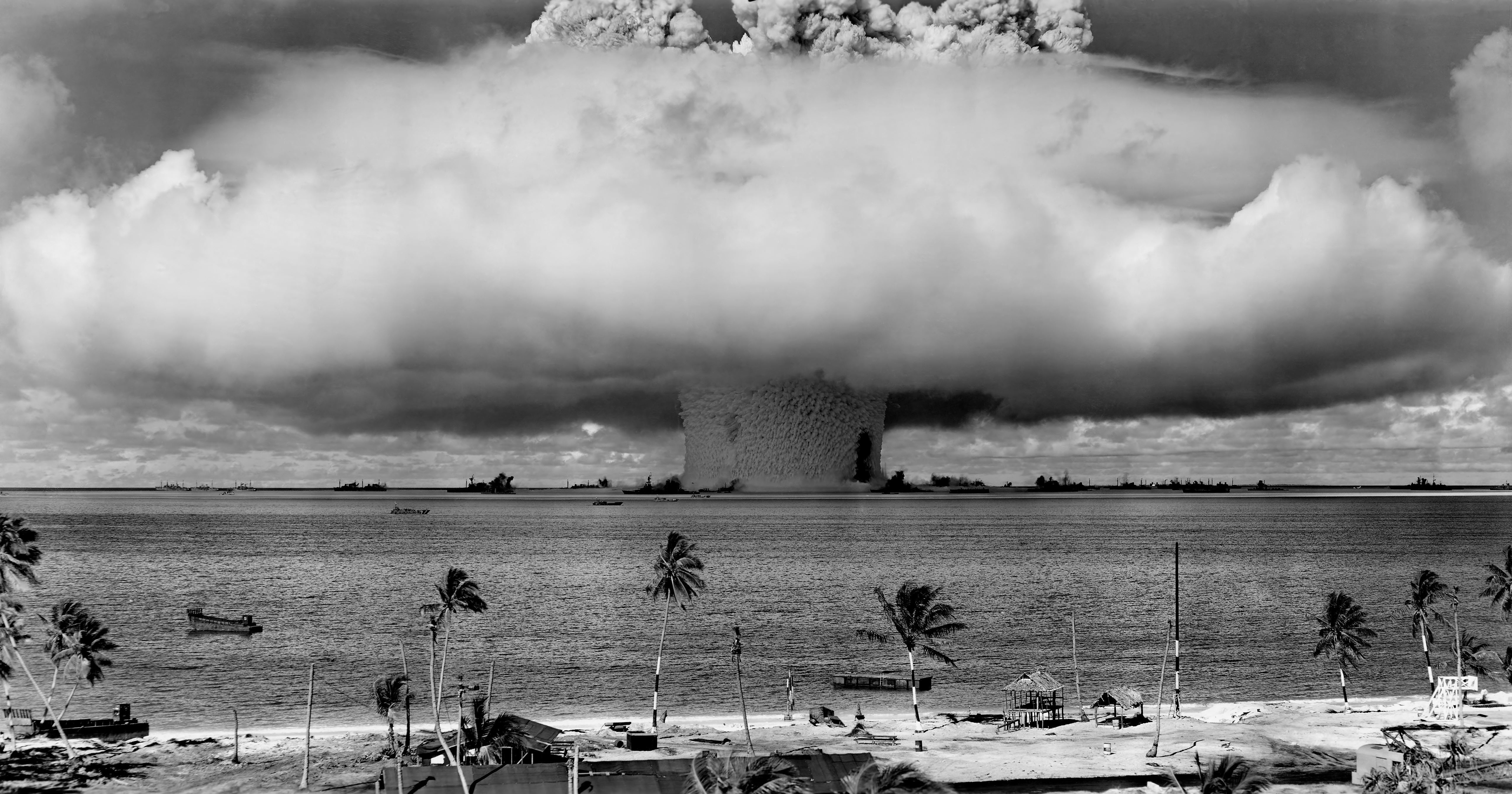
ابر و ستون آب قارچی شکل از انفجار هسته‌ای زیر آب در ۲۵ ژوئیه ۱۹۴۶، که بخشی از عملیات چهارراه بود.

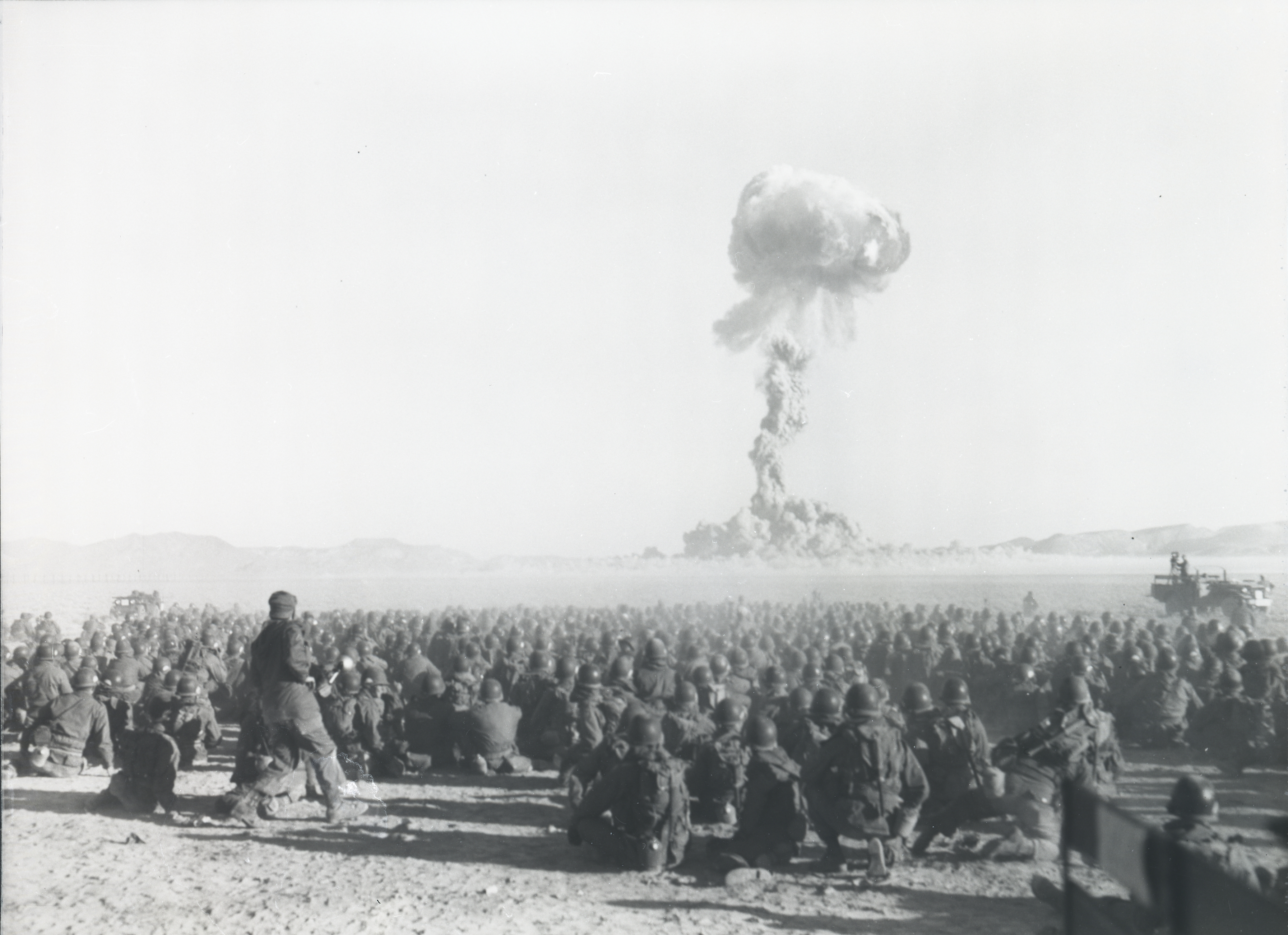
آزمایش هسته‌ای نوامبر ۱۹۵۱ در سایت آزمایشی نوادا، از عملیات باستر، با قدرت انفجاری ۲۱ کیلوتن. این اولین رزمایش میدانی هسته‌ای ایالات متحده بود که در خشکی انجام شد؛ سربازان در تصویر هستند از انفجار فاصله دارد.

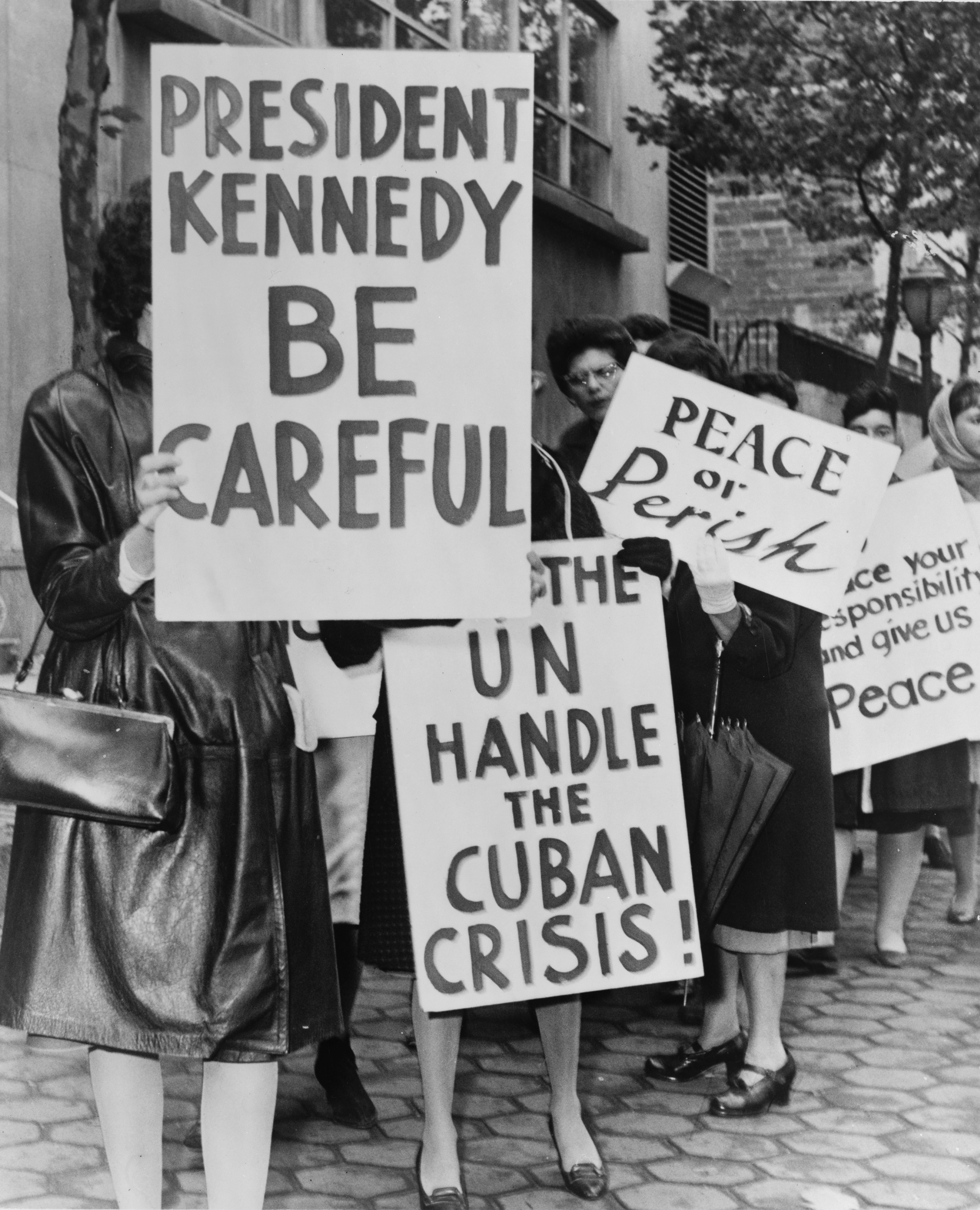
زنان در جریان بحران موشکی کوبا در سال ۱۹۶۲ برای صلح اعتصاب کردند.

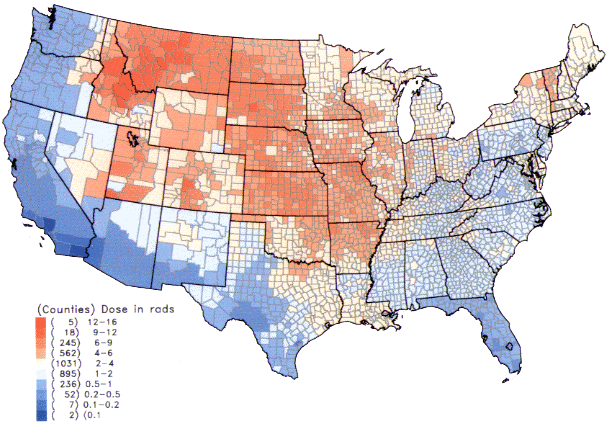
به دلیل نگرانی‌ها در مورد سطح بارش رادیواکتیو در سراسر جهان، پیمان منع جزئی آزمایش‌های هسته‌ای در سال ۱۹۶۳ امضا شد. در بالا، دوزهای سرانه تیروئید (برحسب راد) در ایالات متحده قاره‌ای ناشی از تمام مسیرهای قرار گرفتن در معرض اشعه از تمام آزمایش‌های هسته‌ای جوی انجام شده در سایت آزمایش نوادا از سال ۱۹۵۱ تا ۱۹۶۲ آمده است.

کشتی ققنوس هیروشیما (جلو تصویر) در بندر هنگ کنگ در سال ۱۹۶۷، در چندین سفر اعتراضی معروف علیه آزمایش‌های هسته‌ای در اقیانوس آرام شرکت داشت.

در سال ۱۹۴۵ در صحرای نیومکزیکو، دانشمندان آمریکایی اولین آزمایش سلاح‌های هسته‌ای به نام «ترینیتی» را انجام دادند که آغاز عصر اتم را رقم زد. حتی قبل از آزمایش ترینیتی، رهبران ملی در مورد تأثیر سلاح‌های هسته‌ای بر سیاست داخلی و خارجی بحث می‌کردند. جامعهٔ علمی نیز در مباحث مربوط به سیاست جنگ‌افزارهای هسته‌ای نقش فعالی ایفا کرد—از جمله از طریق نهادهای حرفه‌ای همچون «فدراسیون دانشمندان اتمی» *Federation of Atomic Scientists*) و «کنفرانس پوگواش دربارهٔ علم و امور جهانی» (Pugwash Conference on Science and World Affairs*).
این نهادها بستری برای گفت‌وگوهای میان‌دانشی و دیپلماتیک فراهم ساختند تا پیرامون پیامدهای اخلاقی، راهبردی و زیست‌محیطی تسلیحات هسته‌ای تبادل نظر شود—و به تلاش‌هایی در راستای کنترل و خلع سلاح هسته‌ای منجر شدند.